# Comarca de la Sierra de la Demanda
La comarca de la Sierra de la Demanda és una comarca de Burgos situada al sud-est de la província de Burgos. Està travessada pel riu Arlanza i a les serres del Sistema Ibèric i la que li dona nom, la Serra de la Demanda.

## Municipis i pedanies
- Arauzo de Torre
- Arauzo de Miel
- Arauzo de Salce
- Barbadillo de Herreros
- Barbadillo del Mercado
- Barbadillo del Pez
- Cabezón de la Sierra
- Canicosa de la Sierra
- Carazo
- Cascajares de la Sierra
- Castrillo de la Reina
- Contreras
- Hacinas
- Hontoria del Pinar
- Huerta de Arriba
- Huerta de Rey
- Jaramillo Quemado
- Jaramillo de la Fuente
- Jurisdicción de Lara
- La Gallega
- La Revilla y Ahedo
- Mamolar
- Monasterio de la Sierra
- Moncalvillo
- Monterrubio de la Demanda
- Neila
- Palacios de la Sierra
- Pinilla de los Barruecos
- Pinilla de los Moros
- Quintanar de la Sierra
- Rabanera del Pinar
- Regumiel de la Sierra
- Riocavado de la Sierra
- Salas de los Infantes
- San Millán de Lara
- Valle de Valdelaguna
- Villaespasa
- Villanueva de Carazo
- Vilviestre del Pinar
- Vizcaínos